# La Costeña
Aerotaxis La Costeña SA est une compagnie aérienne régionale basée à Managua, capitale du Nicaragua. Elle propose des liaisons régulières au départ de Managua vers Corn Island, Bluefields et Puerto Cabezas. Son hub principal est l'aéroport international Augusto C. Sandino.

## Flotte
En octobre 2023, la flotte de La Costeña se compose des avions suivants : 
| Avion                     | Immatriculation | No de série | Âge (années) | Passagers |
| ------------------------- | --------------- | ----------- | ------------ | --------- |
| Cessna 208B Grand Caravan | YN-CHU          | 208B-2327   | 12           | 14        |
| Cessna 208B Grand Caravan | YN-CHW          | 208B-2363   | 11           | 14        |
| Cessna 208B Grand Caravan | YN-CHX          | 208B-2389   | 11           | 14        |